# Franz Anton Grimm (Baumeister)

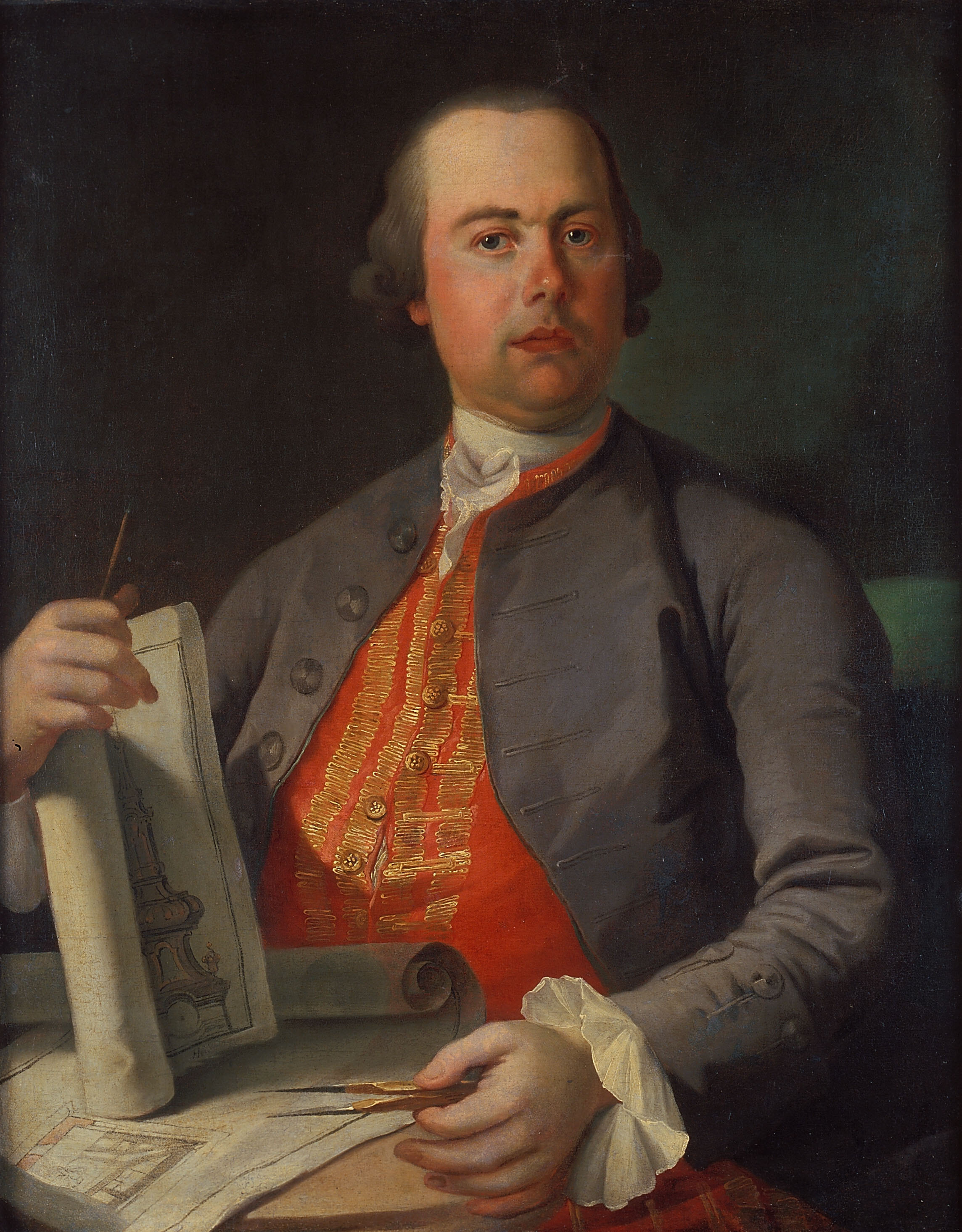
Franz Anton Grimm

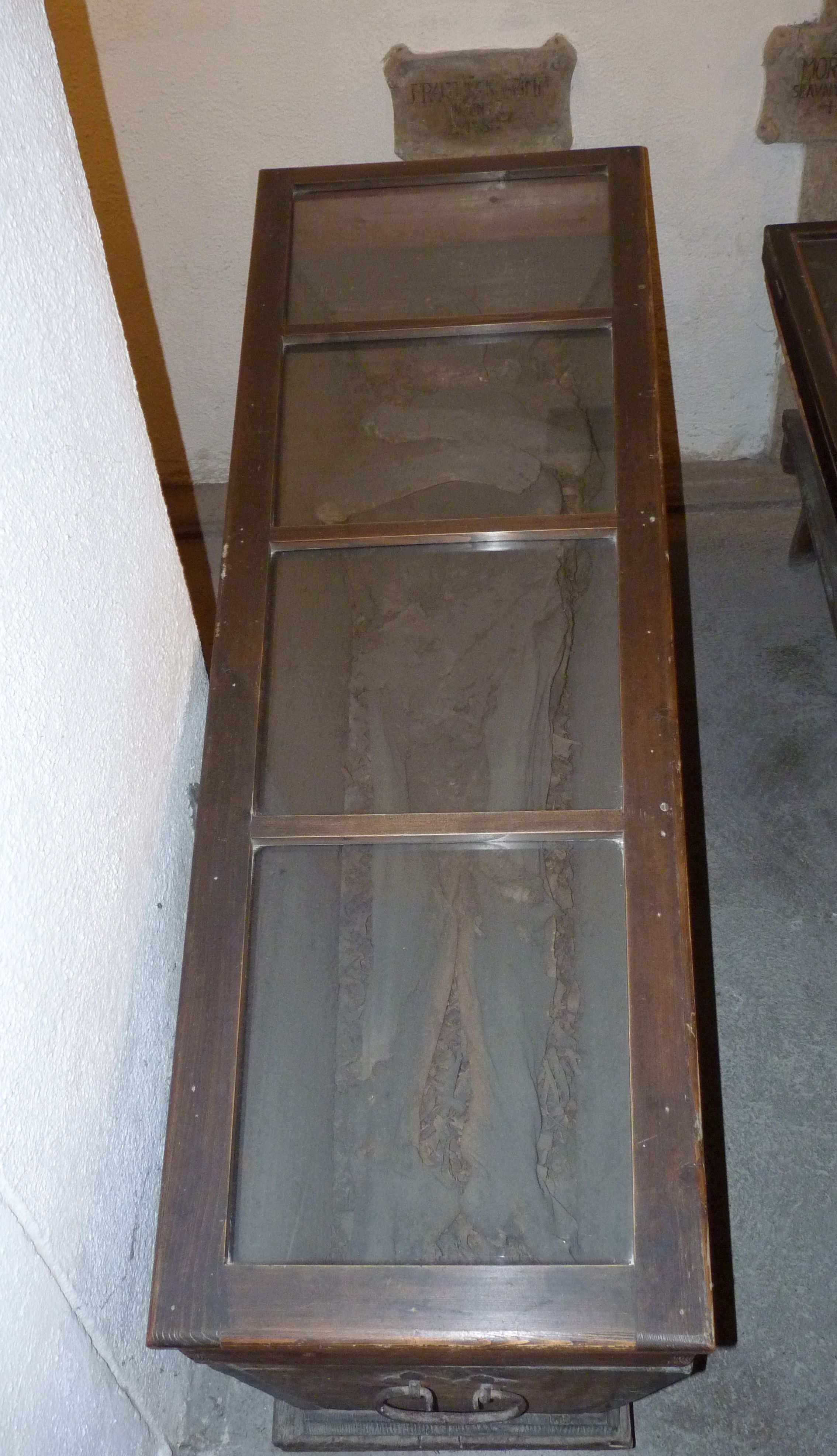
Grimms Sarg

Franz Anton Grimm, tschechisch František Antonín Grimm (* 2. Oktober 1710 in Brünn; † 17. Jänner 1784 ebenda) war ein mährischer Baumeister des Spätbarock, Kartensammler und Ingenieur.

## Leben
Der Sohn des Barockbaumeisters Moritz Grimm studierte zwischen 1735 und 1739 bei Nicola Salvi in Rom. Seit der Mitte des 18. Jahrhunderts war Grimm als Hofbaumeister der Fürsten Dietrichstein tätig.
Sein und seines Vaters Leichnam befinden sich mumifiziert in der Brünner Kapuzinergruft. Grimms Nachlass wird in der Bibliothek des Schlosses Rájec nad Svitavou aufbewahrt und umfasst neben 200 Stichen aus den Jahren 1542 bis 1738 auch verschiedene architektonische Schriften.

## Werke (Auswahl)
- Schloss Vizovice
- Schloss Borotín in Borotín
- Schloss Zábrdovice
- Schloss Napajedla
- Kirche St. Nikolaus in Brünn
- Lust- und Jagdschloss Kupařovice (1740–1742)
- Wallfahrtskapelle des hl. Antonius in Dolní Kounice (1757)
- Kirche St. Bartholomäus in Žďárná (1759–1760)
- Pfarrkirche Jakobus des Älteren und Matthäus in Nové Hvězdlice (1770–1773)